# Завоювання Америки (відеогра, 2003)
American Conquest — відеогра у жанрі стратегія в реальному часі, розроблена українською студією GSC Game World і видана Руссобіт-М та CDV Software Entertainment 18 грудня 2002 для Windows. При розробці гри GSC Game World орієнтувалась на ринок США, так як їх попередня гра «Козаки: Європейські війни» була не зрозуміла гравцям з США.
Доповнення American Conquest: Fight Back для Microsoft Windows було випущено в 2003 році.

## Ігровий процес
Історична стратегія в реальному часі базується на подіях XV–XIX століть. Основна механіка гемплею подібна до іншої гри GSC Game World — Козаки: Європейські війни. Як і в «Козаках», гравець може зводити будинки, нарощувати армію і боротися з ворогами. Однією з особливостей гри є моральний фактор армії (бойовий дух).
В оригінальній грі доступно 12 націй: ацтеки, британці, гурони, делавари, інки, ірокези, іспанці, мая, пуебло, сіу, американці, французи. Кожна нація має свої риси, свої особливості економічного й технологічного розвитку, переваги й недоліки.
Гра має три режими: Кампанія, Одиночні місії, Місії на випадкових картах. В доповненні було додано четвертий режим — Баталії.

## Кампанії
У грі є вісім кампаній:
- «Епоха відкриттів і перемог» — навчальна кампанія за іспанців, присвячена експедиціям Христофора Колумба до Америки.
- «Загибель імперії Тауантінсую» — присвячена завоюванню і розграбуванню Америки іспанськими конкістадорами.
- «Семирічна війна» (2 кампанії) — кампанія спочатку за британців, присвячена участі Англії в Семирічній війні в Північній Америці, потім — за французів.
- «Повстання Текумсе» (2 кампанії) — перша кампанія показує війну індіанців Сіу проти американців. Друга — американців, що придушують повстання індіанців.
- «Війна за Незалежність» (2 кампанії) — перша кампанія про війну за незалежність американців від англійців, де гра відбувається за англійців. У другій показується бік цієї війни за американців.

## «Завоювання Америки: У пошуках Ельдорадо»
Доповнення American Conquest: Fight Back вийшло 25 червня 2003 року. Воно додає до оригінальної гри 5 нових націй: німців, росіян, хайда, португальців і нідерландців. Також з'явилися 8 нових кампаній і 50 нових ігрових юнитів.

## Оцінки
| Агрегатор    | Оцінка  |
| ------------ | ------- |
| GameRankings | 76,22 % |
| Metacritic   | 76/100  |

| Видання   | Оцінка |
| --------- | ------ |
| Eurogamer | 9/10   |
| GameSpot  | 8.4/10 |
| IGN       | 8.2/10 |